# Fresamento

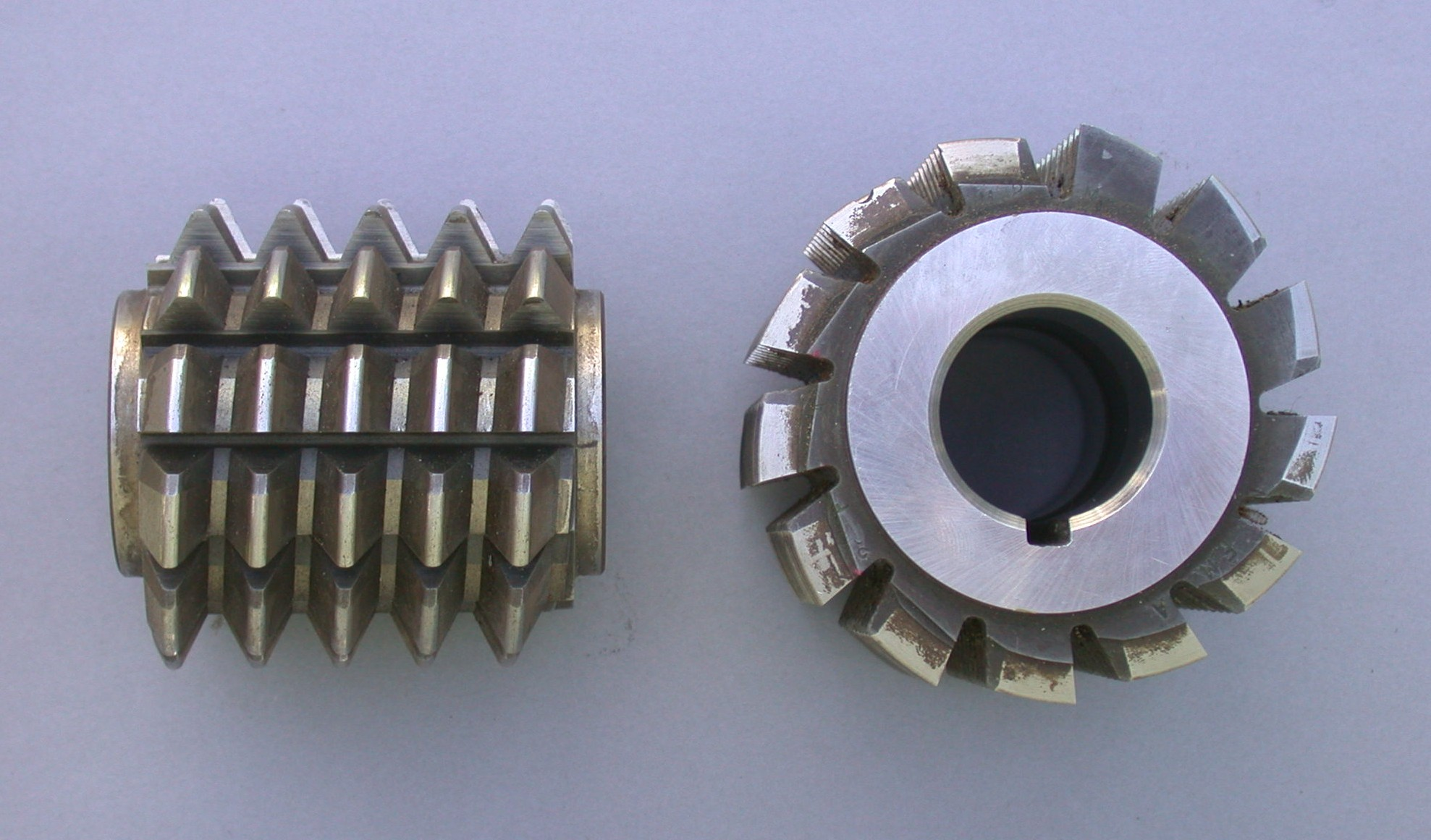
Fresa caracol — fresa usada para maquinar rodas dentadas.

Fresamento é um processo de usinagem para criar engrenagens, estriados e coroa de comando usando uma máquina de fresa caracol, que é um tipo especial de Fresa. Os dentes ou estriados ou filetes, são cortados progressivamente na peça por uma série de cortes feitos por uma ferramenta de corte chamada de Caracol. Comparado a outros processos formadores de engrenagens, é relativamente bem mais barato e ainda preciso, uma vez que pode ser utilizado para uma grande gama de outros tipos de peças. 
É o processo mais utilizado para corte de engrenagens na criação de engrenagens retas e helicoidais.

## Processo
Fresagem usa uma máquina fresadora com dois eixos inclinados, um montado com uma peça em branco e a outra com o caracol. O ângulo entre o eixo da placa e do eixo da peça de trabalho varia, dependendo do tipo de produto a ser produzido. Por exemplo, se uma roda dentada está a ser produzida, então a placa é angulado igual ao ângulo da hélice do caracol; se uma engrenagem helicoidal está a ser produzida, então o ângulo tem de ser aumentado na mesma proporção que o ângulo de hélice da engrenagem helicoidal.